# 林景仁
林景仁（1894年—1940年），字健人，又字小眉，號蟫窟，或署蟫窟主人，臺灣板橋林家林爾嘉之長子。他早期憑藉妻子印尼華人名媛張福英的家族人脈在南洋投資，也在臺灣經營家業，惟經商接連失利，1931年赴中國擔任豫陝晉邊區綏靖公署上校參議。1932年滿洲國成立後，擔任滿洲國外交部事務官，後任歐美科科長。1934年7月，升任外交部理事官，同年9月兼任宣化司辦事。1940年10月因肺癌逝世。

## 生平

林景仁之父林尔嘉

林景仁臺灣板橋林家第二房林爾嘉之長子，他出生於1894年，恰逢清廷與日本簽訂馬關條約，割讓台灣，其祖父林維源舉家內渡廈門。林景仁未曾於學校就讀，憑藉著教師到家中教導，掌握了日語、法語及英語三門語言，以及擅長詩文，有《摩達曼草》、《天池草》及《東寧草》三部詩集流傳，也被合稱為《三草》或稱《林小眉三草》。
1912年，林景仁赴南洋娶蘇門答臘橡膠大王張耀軒的女兒張福英為妻，後來在1916年至1921年間移居印尼棉蘭。林景仁也因在臺灣沒有發揮的機會，而在南洋投資日麗銀行，計畫籌設飛行公司等，流寓南洋期間創作的詩文則收錄於《摩達山漫草》及《天池草》。返回臺灣後，林景仁擔任了株式會社新高銀行董事、林本源製糖株式會社監事，主持家族企業訓眉記，因經濟大蕭條及在爪哇的麵粉事業受到荷蘭人阻擾，致使生意失敗。之後，林景仁隨父母赴瑞士七年，直到1931年透過鄒魯介紹，會見了劉鎮華，而被任命為豫陝晉邊區綏靖公署上校參議，並主持軍中軍政。
1932年滿洲國成立後，林景仁擔任滿洲國外交部事務官，供職於政務司，後任歐美科科長，任內負責接待歐洲的投資者和記者，翻譯法國人巴勵《極東舞台滿洲國，1644－1932》一書。1934年7月，升任外交部理事官，同年9月兼任宣化司辦事。1940年10因肺癌逝世。此外，據台灣史研究學者王國璠稱，林景仁任職外交部一年後，由新京赴大連經商，資本遭人竊取，貧病交加，復而重回原職。